# YOtel
Yotel es una marca hotelera de YO! Company con hoteles localizados en diferentes aeropuertos, fundada por Simon Woodroffe y Gerard Greene. Sus habitaciones son más grandes que las que se encuentran en un hotel cápsula, pero siguen siendo pequeñas en comparación con las habitaciones tradicionales de hotel. Existen habitaciones de diferentes tamaños: Premium, con cama doble; Twin, con dos camas sencillas; y Standard con una cama sencilla y grande. Todas tienen baños completos, televisores de pantalla plana, conexión Wi-Fi gratuita, y servicio de habitaciones las 24 horas.
IFA (International Financial Advisors) Hotels & Resorts es uno de los mayores inversores en esta compañía.

## Localizaciones
- Aeropuerto de Ámsterdam-Schiphol Lounge 2[5] en la segunda planta cerca del puesto fronterizo[6]
- Aeropuerto de Londres-Heathrow Terminal 4[7]
- Aeropuerto de Londres-Gatwick Terminal Sur[8]

## Historia
En 2002, Simon Woodroffe, Jefe y fundador de YO! Company, vio los hoteles cápsula japoneses, que fueron la inspiración para YOtel. El primer YOtel fue inaugurado en 2007 en los aeropuertos londinenses de Gatwick y Heathrow, con 50 y 40 "pods" cada uno, respectivamente. En 2009, YOtel abrió una sucursal en el aeropuerto Schiphol de Ámsterdam, el mismo año en el que la compañía recibió el premio Business Accommodation of the Year, entregado por la Business Travel World Awards.
Gerard Greene, el CEO de YOtel, firmó un signed a "Memorandum of Understanding (MoU)" con Abu Dhabi National Hotels (ADNH) en 2008, con la intención de facilitar la expansión de YOtel en Abu Dabi. Se planeó que se abrieran al menos dos instalaciones en Abu Dabi.
En 2011, YOtel abrirá otra sucursal en Nueva York, en Times Square ,localizada exactamente en las confluencias de la 40th St y la 10th Ave como parte de un complejo que incluirá unidades residenciales. Frank Gehry diseñará el Signature Theatre. Rockwell Group y Softroom diseñarán las 669 habitaciones que medirán 16 m² cada una.